# Dolní Hbity
Dolní Hbity é uma comuna checa localizada na região da Boêmia Central, distrito de Příbram.